# Rewolucja 11 września 1922

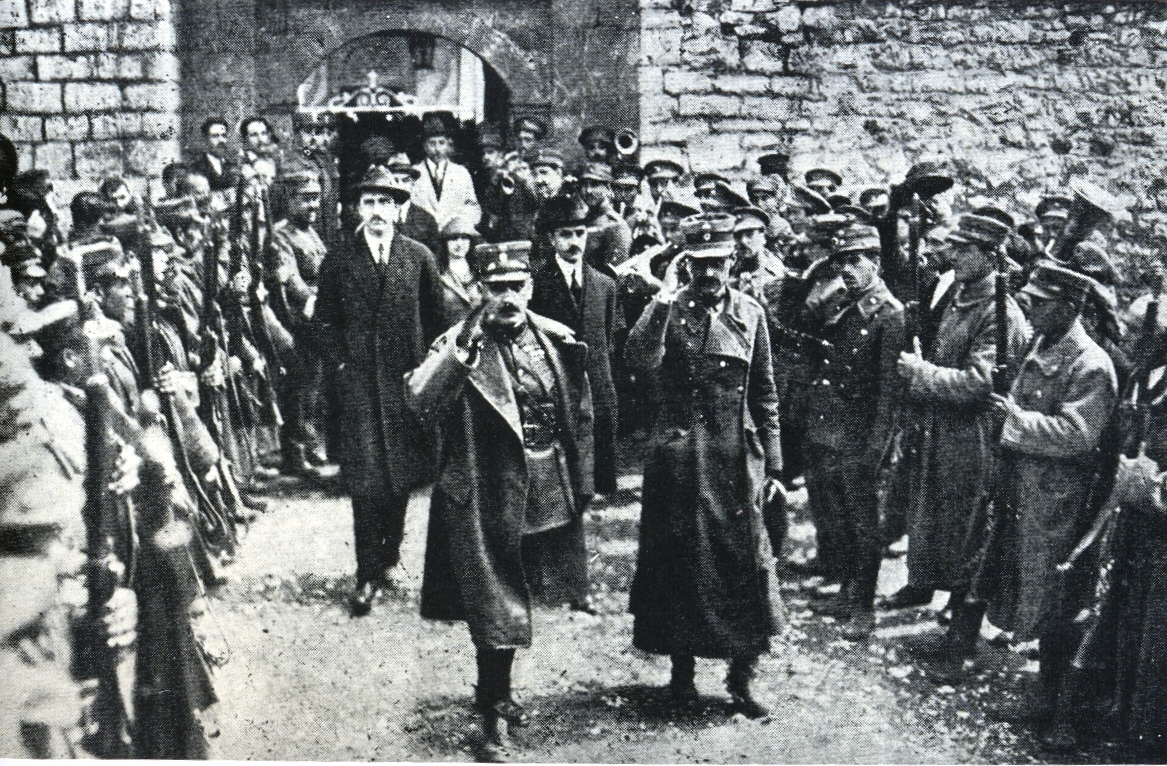
Członkowie Komitetu Rewolucyjnego wkraczają do Musonitsy. W pierwszym rzędzie Nikolaos Plastiras i Stylianos Gonatas

Rewolucja 11 września 1922 – wojskowy przewrót, jaki miał miejsce we wrześniu 1922 w Grecji. Zorganizowany przez wojsko rozczarowane klęską w wojnie grecko-tureckiej, doprowadził do obalenia rządu i abdykacji króla Konstantyna I.
Przyczyną wybuchu rewolucji była frustracja, jaka pojawiła się w społeczeństwie po klęsce armii greckiej w wojnie grecko-tureckiej i załamaniu się koncepcji Megali Idea. Poczuciu temu towarzyszyła chęć wyciągnięcia konsekwencji wobec osób bezpośrednio odpowiedzialnych za katastrofę kampanii anatolijskiej i oczyszczenia sceny politycznej kraju. Decydującą rolę w przewrocie odegrali oficerowie bezpośrednio dotknięci skutkami przegranej wojny. We wrześniu 1922 zbuntował się garnizon Salonik; organizatorzy protestu zażądali zrzeczenia się korony przez króla Konstantyna I oraz uwięzienia byłych premierów Dimitriosa Gunarisa i Nikolaosa Stratosa. Jako następne zbuntowały się jednostki stacjonujące na Chios i Mytilene, w tym oddziały, które brały udział w wojnie z Turcją. Na Mytilene ukonstytuował się Komitet Rewolucyjny, na czele którego stanął pułkownik Nikolaos Plastiras, gen. Stylianos Gonatas oraz kpt. Dimitrios Fokas. Komitet przygotował ulotki, które rozrzucono następnie z samolotu nad Atenami; zawarto w nich postulaty abdykacji króla, powołania rządu, jaki byłby w stanie ograniczyć efekty klęski w Anatolii oraz rozwiązania parlamentu. Wprowadzenie stanu wyjątkowego, ogłoszonego 26 września 1922 w Atenach, nie zmieniło sytuacji; zbuntowani wojskowi zyskali znaczne poparcie i dwa dni później weszli do stolicy, entuzjastycznie witani. Rząd złożył dymisję, zaś Konstantyn I zrzekł się (po raz drugi) korony na rzecz syna, Jerzego II.
Członkowie Komitetu Rewolucyjnego zwrócili się do przebywającego w Paryżu Elefteriosa Wenizelosa z prośbą o powrót do kraju, ten jednak odmówił, twierdząc, że chce bronić interesów Grecji na arenie międzynarodowej. W związku z tym na czele nowego rządu stanął gen. Gonatas. W ten sposób ukonstytuowała się junta wojskowa, która postawiła sobie za cel odbudowę armii i dokonanie rozliczeń politycznych. Ich najważniejszym aktem był przeprowadzony w listopadzie 1922 proces, po którym trzej byli premierzy (Gunaris, Petros Protopapadakis i Nikolaos Stratos), dwaj byli ministrowie i ostatni głównodowodzący armią grecką w Anatolii Jeorjos Chadzianestis zostali skazani na śmierć i rozstrzelani